# Miracle (littérature)
Pour les articles homonymes, voir Miracle (homonymie).
Le miracle est une  composition de forme généralement théâtrale, en vers (entre 800 à 1300), représentant une action humaine où l'élément divin apparaît dans le dénouement. Le plus souvent, c'est une intervention de la Vierge, parfois des Saints. Les miracles se jouent au XIIIe et XIVe siècles, donc, durant la guerre de cent ans. C'est pourquoi plusieurs miracles avait des thèmes macabres. Les miracles, généralement dramatiques, peuvent parfois être narratifs ; le plus célèbre recueil de miracles narratifs est celui de Gauthier de Coincy, mort en 1236, et qui comprend 30 000 vers : les Miracles de Nostre Dame.
Principaux miracles :
- Miracles de Nostre Dame de Gauthier de Coincy ;
- Le Miracle de Théophile de Rutebeuf, du troisième quart du XIIIe siècle ;
- Les Miracles de Notre-Dame (quarante miracles constituant le répertoire d'une confrérie parisienne du XIVe siècle).Représentation du miracle de Théophile.

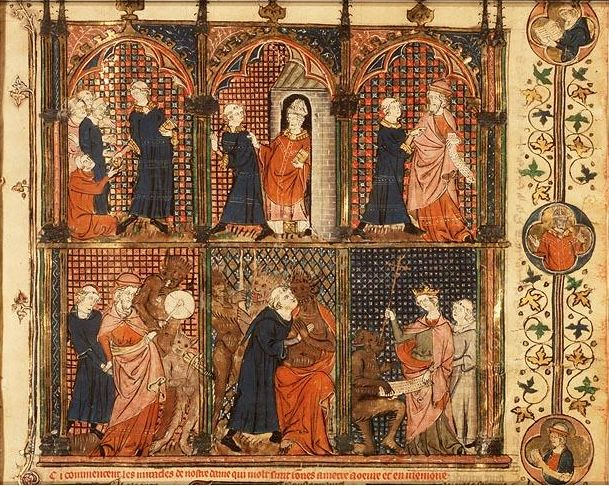
Représentation du miracle de Théophile.